# シミター級哨戒艇
シミター級哨戒艇（シミターきゅうしょうかいてい、英語: Scimitar-class patrol vessel）は、イギリス海軍の哨戒艇の艦級。

## 概要
本級は、イギリスのハルマティック（現BAEシステムズ・マリタイム・ナーバルシップス）が開発した商船構造のライフスパン型哨戒艇をベースとしており、1993年からイギリス海兵隊が北アイルランドでの対テロ、洋上監視、密輸対策などに運用していたが 、2003年1月31日にイギリス海軍へ移管されてジブラルタル戦隊に配備されている。
2020年にジブラルタルからイギリス本土へ帰還し、2022年3月30日にポーツマス海軍基地で退役式典が行われた。

## 同型艦
| 艦番号 | 艦名              | 旧艦名                    | 建造           | 就役           | 退役           |
| ------ | ----------------- | ------------------------- | -------------- | -------------- | -------------- |
| P284   | シミター Scimitar | グレイフォックス Grey Fox | ハルマティック | 2003年 1月31日 | 2022年 3月30日 |
| P285   | セイバー Sabre    | グレイウルフ Grey Wolf    | ハルマティック | 2003年 1月31日 | 2022年 3月30日 |